# Miss Albany Diner
Miss Albany Diner est un restaurant américain, ouvert en 1941 et fermé en 2012, situé à Albany, dans l'État de New York, au numéro 893 de la rue Broadway, l'une des plus anciennes voies de la ville. Il s'agit d'un restaurant de type diner, soit un type d'établissement très répandu en Amérique du Nord servant une cuisine simple et typiquement américaine. Le restaurant est inscrit au registre national des sites historiques des États-Unis depuis 2000.